# Поребер
Поребер (словен. Poreber) — поселення в общині Камник, Осреднєсловенський регіон, Словенія. Висота над рівнем моря: 436,6 м.